# Quai des Alpes
Le quai des Alpes est une voie de circulation de la ville de Strasbourg, en France.

## Situation et accès
Il est situé dans les quartiers de la Krutenau et de l'Esplanade, qui sont englobés dans le quartier Bourse - Esplanade - Krutenau.
D'une longueur de 1 230 m, il est le prolongement du quai du Général Koenig et débute au niveau de la rue du Mont-Blanc. Il adopte un tracé orienté vers l'est et se termine au niveau du parc de la Citadelle en devenant le Quai des Belges.

Le quai des Alpes se trouve sur la rive gauche du canal du Rhône au Rhin.
La station de tramway Winston Churchill (lignes C et E) se trouve à proximité du quai des Alpes, de même que l'arrêt Danube de la ligne de bus 30.

## Origine du nom
Le nom de cette voie de circulation fait bien évidemment référence à la chaîne montagneuses des Alpes. Mais plus généralement, l'ensemble du quartier où débute le quai et situé juste au nord, est nommé quartier suisse en raison du nom des rues.

## Historique
En 1912, le quai est appelé « Schweitzerstaden » (quai de la Suisse) avant de prendre en 1919, le nom de « quai des Alpes ». Durant l'occupation, en 1940, elle est nommée « Schweitzerstaden » puis en 1942 « Heinrich-Schëuch-Staden » du nom de l'officier général allemand et ministre prussien de la Guerre d'origine Alsacienne Heinrich Schëuch (1864-1946) avant reprendre le nom de « quai des Alpes » à la Libération.